# Радослав Миленковић
Радослав Рале Миленковић (Нови Сад, 17. фебруар 1958) српски је филмски, телевизијски и позоришни глумац и позоришни редитељ.

## Живот и рад
Радослав „Рале“ Миленковић рођен је 17. фебруара 1958. године у Новом Саду, где је завршио основну и средњу школу. Године 1980. дипломирао је глуму на Академији уметности у Новом Саду у класи професора Бранка Плеше, а позоришну режију 1990. на Факултету драмских уметности у Београду у класи професора Дејана Мијача.

### Глумачки рад
Глумио је у великом броју филмова и позоришних представа. Своју прву позоришну улогу остварио је 1977. године у представи „Тантантадруј”, у режији Петра Зеца, у београдском позоришту Двориште, док је прва филмска улога била улога Луке у филму „Широко је лишће”, у режији Петра Латиновића.
На самом почетку глумачке каријере, 1982. године, са Сретеном Мокровићем основао у Загребу Театар ММ, а од 1984. до 1987. био је члан глумачког ансамбла загребачког Театра ИТД.
Од 1987. до 2005. године био је стални члан глумачког ансамбла Југословенског драмског позоришта у Београду. Одиграо је и бројне улоге у другим београдским позориштима (Атеље 212, Београдско драмско позориште, Звездара театар, Народно позориште у Београду), као и у Српском народном позоришту у Новом Саду.

### Редитељски рад
Режирао је у бројним позориштима Југославије, а касније Србије, као и у позориштима у Мађарској, Шведској, Хрватској и Македонији Од 2005. године стални је редитељ драме Српског народног позоришта.

### Педагошки рад
Педагошким радом на Академији уметности у Новом Саду Радослав Миленковић бавио се од 1989. до 1993. године на предметима глума и дикција. Од 2009. бави се педагошким радом на Високој школи драмских уметности у Капошвару у Мађарској. Током маја и јуна 2005. и маја 2006. водио глумачку радионицу Altum silentium – Тишина у глумчевој уметности, одржаној у Малмеу (Шведска).

### Остала ангажовања на филму и у позоришту
Од 1995. до 1996. године био је директор драме Српског народног позоришта. Године 2001. био је директор 36. Фестивала глумачких остварења „Филмски сусрети” у Нишу. Од 2006. до 2007. био је уметнички саветник Народног позоришта „Тоша Јовановић” у Зрењанину, a од 2010. уметнички саветник Установе културе „Вук Караџић” у Београду.

### Књижевни рад
Радослав Миленковић бави се и књижевним радом. До сада је објавио две књиге поезије:
- „Тачка. Пепео. Поезија.", Матица српска, Нови Сад, 1982. година
- „Крхотине“, Кровови, Сремски Карловци, 1993. године.[1]

За позоришно и радио извођење драматизовао је дела Матије Бећковића, Радоја Домановића, Стевана Сремца, Ранка Маринковића, Александра Грина, Франца Кафке, Михаила Булгакова.

## Награде и признања
Добитник је најзначајнијих награда за глуму и режију на бројним фестивалима у Србији и бившој Југославији.

## Одабрана театрографија

### Глумац
- Подземљич, Цирил Космач: „Тантантадруј“, режија Петар Зец (Позориште Двориште, Београд, 1977)
- Мафио, Алфред Мисе: „Лоренцаћо“, режија Бранко Плеша (Југословенско драмско позориште, Београд, 1978)
- Нат Бартлет, Јуџин О’Нил: „Светионик“, режија Милан Белегишанин (Трибина младих, Нови Сад, 1978)
- Гара, Душан Ковачевић: „Лимунација“, режија Дејан Мијач (Југословенско драмско позориште, Београд, 1979)
- Грађанин, Жан Пол Сартр: „Ђаво и господ Бог“, режија Миленко Маричић (Југословенско драмско позориште, Београд, 1979)
- Кловн, Семјуел Бекет: „Уздах“, режија Милан Белегишанин (Академско позориште Промена, Нови Сад, 1979)
- Чипола, Томас Ман: „Марио и мађионичар“, режија Милан Белегишанин (Академско позориште Промена, Нови Сад, 1980)
- Кирил, Живко Чинго: „Пасквелија“, режија Љубиша Георгијевски (Српско народно позориште, Нови Сад, 1980)
- Јован Заведејев, Леонид Андрејев: „Јуда Искариотски“, режија Милан Белегишанин (Академско позориште Промена, Нови Сад, 1980)
- Феликс, Деана Лесковар: „Слике жалосних доживљаја“, режија Слободан Унковски (Српско народно позориште, Нови Сад, 1981)
- Гробаров момак и Дух, Едвард Бонд: „Лир“, режија Љубиша Георгијевски (Дубровачке љетне игре, Дубровник, 1981)
- Тасин, Душан Јовановић: „Ослобођење Скопља“, режија Љубиша Ристић (Загреб, 1981)
- Син, Славомир Мрожек: „Пешице“, режија Миро Међиморец (Театар ИТД. Загреб, 1982)
- Глумац 1, Матија Бећковић: „Излаз“, режија Радослав Миленковић и Сретен Мокровић (Театар ММ, Загреб, 1982)
- Сјен Полидора, Марин Држић: „Хекуба“, режија Ивица Бобан (Дубровачке љетне игре, Дубровник, 1982)
- Пит, Едвард Бонд: „Спасен“, режија Раде Шербеџија (Група Актер, Загреб, 1983)
- Матеј, Горан Стефановски: „ХИ–ФИ“, режија Миро Међиморец (ЦКД, Загреб, 1983)
- АА, Славомир Мрожек: „Емигранти“, режија Радослав Миленковић и Сретен Мокровић (Театар ММ, Загреб, 1983)
- Монодрама, Радоје Домановић и Владислав Петковић Дис: „Наши дани“, режија Радослав Миленковић (Театар ММ, Загреб, 1982)
- Јовица, Бранко Ћопић: „Ратнички растанак“, режија Егон Савин (Звездара театар, Београд, 1984)
- Слим, Џон Хедли Чејс: „Грисонова банда“, режија Душан Јовановић (РАНС Моша Пијаде, Загреб, 1985)
- Маринко, Александар Поповић: „Пазарни дан“, режија Горан Марковић (Звездара театар, Београд, 1985)
- Поручник Тасић, Душан Ковачевић: „Свети Георгије убива аждаху“, режија Егон Савин (Српско народно позориште, Нови Сад, 1986)
- Лењин, Агнета Плејел: „Госпођа Колонтај“, режија Ивана Вујић (Југословенско драмско позориште, Београд, 1987)
- Себастијан, Вилијам Шекспир: „Олуја“, режија Дејан Мијач (Југословенско драмско позориште, Београд, 1987)
- Војдан, Горан Стефановски: „Сан летње ноћи“, режија Слободан Унковски (Звездара театар, Београд 1987)
- Чапајев, Слободан Селенић: „Ружење народа у два дела“, режија Дејан Мијач (Југословенско драмско позориште, Београд 1987)
- Данијел Леверкин, Борислав Пекић: „Беснило“, режија Јовица Павић (Београдско драмско позориште, Београд, 1988)
- Душан Голић, Синиша Ковачевић: „Ново је доба“, режија Егон Савин (Београдско драмско позориште, Београд, 1988)
- Лепршић, Јован Стерија Поповић: „Родољупци“, режија Дејан Мијач (Југословенско драмско позориште, Београд, 1988)
- Радојко, Добрица Ћосић: „Ваљевска болница“, режија Дејан Мијач (Југословенско драмско позориште, Београд, 1989)
- Џон, Дејвид Мамет: „Живот у позоришту“, режија Лари Запиа (Југословенско драмско позориште, Београд, 1989)
- Рјумин, Максим Горки: „На летовању“, режија Егон Савин (Југословенско драмско позориште, Београд, 1990)
- Ђакон Авакум, Александар Поповић: „Кус петлић“, режија Бранко Плеша (Звездара театар, Београд, 1990)
- Клаудије, Вилијам Шекспир: „Хамлет“, режија Laszlo Babarcy (Дубровачке љетне игре, Дубровник, 1990)
- Срђа Злопоглеђа, Александар Поповић: „Бела кафа“, режија Бранко Плеша (Југословенско драмско позориште, Београд 1991);
- Иследник, Синиша Ковачевић: „Ђенерал Милан Недић“, режија Јовица Павић (Звездара театар, Београд, 1992)
- Доктор Потић, Гордан Михић: „Последња потера за златом“, режија Бранислав Мићуновић (СКЦ, Београд, 1992)
- Витез Ендру Језолики, Вилијам Шекспир: „Богојављенска ноћ“, режија Јагош Марковић (Југословенско драмско позориште, Београд, 1992)
- Ал, Стив Тешич: „На отвореном путу“, режија Мерима Исаковић (Група Open Road, Београд–Москва, 1993)
- Поволни, Карл Краус: „Последњи дани човечанства“, режија Горчин Стојановић (Југословенско драмско позориште, Београд, 1994);
- Деда, Новица Савић: „Како потаманити гамад“, режија Бранко Плеша (Звездара театар, Београд, 1994)
- Судија Оверду, Бен Џонсон: „Вартоломејски вашар“, режија Ирфан Менсур (Југословенско драмско позориште, Београд, 1995)
- Филип Трнавац, Љубомир Симовић: „Путујуће позориште Шопаловић“, режија Егон Савин (Српско народно позориште, Нови Сад, 1995)
- Ваља, Људмила Петрушевска: „Чинцано за Смирнову“, режија Виталиј Дворцин (Југословенско драмско позориште, Београд, 1995)
- Љубић, Горан Марковић: „Турнеја“, режија Милан Караџић (Атеље 212, Београд, 1996)
- Клеант, Молијер: „Тартиф“, режија Laszlo Babarcy (Народно позориште, Београд, 1997)
- Луј, Жан Пол Сартр: „Прљаве руке“, режија Радослав Миленковић (Југословенско драмско позориште, Београд, 2000)
- Тецудзин Аоки, Александар Галин: „Конкурс“, режија Радослав Миленковић (Београдско драмско позориште, Београд, 2001)
- Старац, Ежен Јонеско: „Столице“, режија Радослав Миленковић (Позориште „Добрица Милутиновић“, Сремска Митровица, 2001)
- Рајко Кокорајко, Милош Радовић: „Малаксија“, режија Бранимир Брстина (Звездара театар, Београд, 2010)
- Вучко, Душан Ковачевић: „Кумови“, режија Душан Ковачевић (Звездара театар, Београд, 2012)[4]

### Редитељ
- Матија Бећковић: „Излаз“ (Театар ММ, Загреб, заједно са Сретеном Мокровићем 1982)
- Славомир Мрожек: „Емигранти“ (Театар ММ, Загреб, заједно са Сретеном Мокровићем 1983)
- Домановић - Дис - Миленковић: „Наши дани“ монодрама (Театар ММ, Загреб 1984)
- Славомир Мрожек: „Стриптиз“ ([[Српско народно позориште, Нови Сад 1985)
- Домановић - Миленковић: „Вођа” (Казалишна радионица ДАНГА, Ријека, 1985)
- Мјуреј Шизгал: „Тигар“ (Позориште „Добрица Милутиновић”, Сремска Митровица, 1986)
- Семјуел Бекет: „Срећни дани“ - „Кораци“ (Позориште „Добрица Милутиновић”, Сремска Митровица, 1986)
- Марша Норман: „Лаку ноћ, мајко“ (Југословенско драмско позориште, Београд, 1987)
- Павел Кохоут: „Пех под кровом“ (Мало позориште „Душко Радовић“, Београд, 1989)
- Петер Вајс: „Патње господина Мокинпота“ (Српско народно позориште, Нови Сад, 1991)
- Павел Кохоут: „Рат у спаваћој соби“ (Српско народно позориште, Нови Сад, 1991)
- Лаза Костић: „Међу јавом и мед сном“ (Српско народно позориште Нови Сад, 1991)
- Алфред Жари: „Краљ Иби“ (Театар „Јоаким Вујић“, Крагујевац, 1991)
- Роже Витрак: „Виктор или деца на власти“ (Народно позориште, Ниш, 1991)
- Радоје Домановић - Миленковић: „Вођа” (Српско народно позориште, Нови Сад, 1992)
- Аугуст Стринберг: „Отац“ (Атеље 212, Београд, 1993)
- Александар Поповић: „Мртва тачка“ (Звездара театар, Београд, 1994)
- Николај Кољада: „Мурлин Мурло“ (Српско народно позориште, Нови Сад, 1996)
- Људмила Разумовска: „Кући“ (Атеље 212, Београд, 1997)
- Славомир Мрожек: „Танго“ (Народно позориште „Љубиша Јовановић“, Шабац, 1997)
- Петер Вајс: „Мара – Сад“ (Народно позориште, Сомбор, 1997)
- Николај Кољада: „Мурлин Мурло“ (Позориште „Чики Гергељ“, Капошвар, Мађарска 1997)
- Горан Стефановски: „Тетовиране душе“ (Народно позориште „Љубиша Јовановић“, Шабац, 1998)
- Христо Бојчев: „Пуковник птица“ (Југословенско драмско позориште, Београд, 1998)
- Еден фон Хорват: „Дон Жуан се враћа из рата“ (Народно позориште, Суботица, 1998)
- Максим Горки: „Малограђани“ (Београдско драмско позориште, Београд, 1998)
- Мартин Мекдона: „Лепотица Линејна“ (Позориште „Чики Гергељ“, Капошвар, Мађарска 1998)
- Николај Кољада: „Кокошка“ (Народно позориште „Љубиша Јовановић“, Шабац 1999)
- Небојша Ромчевић: „Лаки комад“ (Народно позориште „Љубиша Јовановић“, Шабац, 1999)
- Франц Ксавер Крец: „Нагон“ (Атеље 212, Београд, 2000)
- Жан Пол Сартр: „Прљаве руке“ (Југословенско драмско позориште, Београд, 2000)
- Владимир Набоков: „Позив на погубљење“ (Народно позориште „Љубиша Јовановић“, Шабац, 2000)
- Александар Галин: „Конкурс“ (Београдско драмско позориште, Београд 2001)
- Ежен Јонеско: „Столице“ (Позориште „Добрица Милутиновић”, Сремска Митровица, 2001)
- Николај Кољада: „Полонеза Огињског“ (Народно позориште, Ниш, 2001)
- Олег Богајев: „Мртве уше“ (Позориште „Чики Гергељ“, Капошвар, Мађарска, 2002)
- Молијер: „Жорж Данден“ (Народно позориште, Лесковац, 2002)
- Питер Шефер: „Амадеус“ (Позориште „Чики Гергељ“, Капошвар, Мађарска 2002)
- А. Н. Островски: „Шума“ (Народно позориште „Тоша Јовановић“, Зрењанин, 2003)
- Жан Клод Дано: „Ручни рад“ (Народно позориште „Тоша Јовановић“, Зрењанин, 2003)
- Едвард Бонд: „Нигде никог немам“ (Народно позориште, Сомбор, 2003)
- Јануш Гловацки: „Четврта сестра“ (Народно позориште „Тоша Јовановић“, Зрењанин, 2003)
- Волтер – Бернштајн: „Кандид“ (Позориште „Чики Гергељ“, Капошвар, Мађарска, 2004)
- Антон Павлович Чехов: „Три сестре“ (Позориште „Гардоњи Геза“, Егер, Мађарска, 2004)
- Едвард Бонд: „Нигде никог немам“ (Театар Театрон, Малме–Лунд, Шведска, 2004)
- Милош Кречковић: „Ноћ лудака у Господској улици“ (Народно позориште, Сомбор, 2004)
- Молијер: „Учене жене“ (Позориште „Гардоњи Геза“, Егер, Мађарска 2004)
- Марина Кар: „Код мочваре мачака“ (Национални театар, Будимпешта, Мађарска, 2005)
- Ерне Сеп: „Љубичасти багрем“ (Новосадско позориште, Нови Сад, 2005)
- Марин Држић: „Дундо Мароје“ (Српско народно позориште, Нови Сад, 2005)
- Јануш Гловацки: „У лову на бубашвабе“ (Театар Театрон, Малме–Лунд, Шведска, 2005)
- Еден фон Хорват: „Дон Жуан се враћа из рата“ (Позориште „Гардоњи Геза“, Егер, Мађарска, 2005)
- Молијер: „Учене жене“ (Народно позориште „Тоша Јовановић“, Зрењанин, 2006)
- Антон Павлович Чехов: „Галеб“ (Новосадско позориште, Нови Сад, 2006)
- Жан Клод Дано: „Ручни рад“ (Народно позориште, Куманово, Македонија, 2006)
- Антон Павлович Чехов: „Вишњик“ (Народно позориште „Тоша Јовановић“, Зрењанин, 2006)
- Антон Павлович Чехов: „Вишњик“ (Национални театар, Мишколц, Мађарска, 2006)
- Славомир Мрожек: „Танго“ (Позориште „Гардоњи Геза“, Егер, Мађарска 2007)
- Александар Галин: „Аудиција“ (Позориште „Чики Гергељ“, Капошвар, Мађарска 2007)
- Александар Галин: „Аудиција“ (Новосадско позориште, Нови Сад, 2007)
- Карло Колоди: „Пинокио“ (Народно позориште „Тоша Јовановић“, Зрењанин, 2007)
- Молијер: „Братство лицемера“ (Национални театар Мишколц, Мађарска, 2007)
- Лиц Хибнер: „Грета, страница 135“ (Театар Театрон, Малме–Лунд, Шведска, 2007)
- Албер Ками: „Неспоразум“ (Српско народно позориште, Нови Сад, 2007)
- Шарлота Џонс: „У пламену“ (Позориште „Гардоњи Геза“, Егер, Мађарска 2008)
- Људмила Петрушевска: „Љубав“ (Центар за културу Панчево и Атеље 212, Београд, 2008)
- Фредерико Гарсија Лорка: „Дом Бернарде Албе“ (Новосадско позориште, Нови Сад, 2008)
- Михаил Афанасјевич Булгаков: „Псеће срце“ (Народно позориште, Сомбор, 2008)
- Вилијам Шекспир: „Мера за меру“ (Национални театар Мишколц, Мађарска, 2008)
- Роже Витрак: „Виктор или деца на власти“ (Ново позориште, Будимпешта, Мађарска, 2008)
- Мајкл Фрејн: „Дивљи мед“ (Позориште „Гардоњи Геза“, Егер, Мађарска 2009)
- Ежен Јонеско: „Ћелава певачица“ (Театар Театрон и Театар 23, Малме–Лунд, Шведска, 2009)
- Антон Павлович Чехов: „Три сестре“ (Српско народно позориште, Нови Сад 2009)
- Вилијам Шекспир: „Сан летње ноћи“ (Позориште „Гардоњи Геза“, Егер, Мађарска 2009)
- Ференц Молнар: „Стаклена ципелица“ (Новосадско позориште, Нови Сад, 2009)
- Мартин Мекдона: „Лепотица Линејна“ (Национални театар Мишколц, Мађарска, 2010)
- Бранислав Нушић: „Ујеж“ (Српско народно позориште, Нови Сад 2010)
- Молијер: „Уображени болесник“ (Национални театар Мишколц, Мађарска, 2011)
- Сергеј Коковкин: „Мисис Толстој“ (Народно позориште, Београд, 2011)
- Светислав Басара: „Сестре Карамазове“ (Народно позориште, Сомбор, 2011)
- Тенеси Вилијамс: „Стаклена менажерија“ (Народно позориште, Београд, 2012);[1]

## Телевизијске улоге
- Таксиста – ТВ драма
- Ћутање професора Мартића – ТВБ драма
- Момци из Црвене дуга – ТВ драма
- Светозар Марковић - серија
- Стан – ТВ драма
- База на Дунаву - серија
- Непокорени град - серија
- Замке – ТВ драма
- Деловни дан сестре Марје – ТВ драма
- Ваљевска болница - ТВ драма
- 1948 – Завера и издаја – ТБ драма
- Ожалошћена породица
- Голи живот - ТВ серија
- Отворена врата - серија
- Госпођа Колонтај
- Горе доле - серија
- Црни Груја - серија
- Црни Груја 2 - серија
- Не скрећи са стазе
- Вратиће се роде - серија
- Роде у магли
- Јесен стиже, дуњо моја - серија
- Сва та равница - серија
- Приђи ближе - серија
- Комесар Нардоне – серија
- Мирис кише на Балкану - серија
- Село гори, а баба се чешља (ТВ серија)
- Мешано месо - серија
- Жене са Дедиња - серија
- Игра истине - серија
- Радослав Грујић – ТВ драма
- Јагодићи - серија
- Равна гора - серија
- На путу за Монтевидео – серија
- Јагодићи: Опроштајни валцер – серија
- Ургентни центар - серија
- Бранио сам Младу Босну (серија) - серија
- Луд, збуњен, нормалан - серија
- Вере и завере - серија
- Пси лају, ветар носи - серија[1]
- Убице мог оца - серија
- Шифра Деспот - серија
- Војна академија - серија
- Беса - серија
- 12 речи - серија
- Жигосани у рекету - серија
- Породица (серија) - серија
- Једини излаз - серија
- Дара из Јасеновца (мини-серија) - серија
- Сложна браћа:Следећа генерација - серија
- Јужни ветар:На граници - серија
- Немирни - серија

## Филмографија
- 1981. — Широко је лишће
- 1988. — Браћа по матери
- 1989. — Бој на Косову
- 1995. — Убиство с предумишљајем
- 1996. — Лепа села лепо горе
- 1998. — Mare largo
- 1998. — Ране
- 1998. — Точкови
- 1999. — Пљачка трезора
- 2001. — Нормални људи
- 2002. — Ilaria Alpi - Il più crudele dei giorni
- 2004. — Сиви камион црвене боје
- 2006. — Шејтанов ратник
- 2006. — Седам и по
- 2007. — Четврти човек
- 2008. — Бледи месец
- 2009. — Београдски фантом
- 2009. — Ђавоља варош
- 2009. — Чекај ме, ја сигурно нећу доћи
- 2011. — Кориолан
- 2011. — Парада
- 2012. — Лед
- 2012. — Смрт човека на Балкану
- 2012. — Исталгија
- 2013. — С/Кидање[1]
- 2021. — Небеса
- 2022. — Игра
- 2023. — Жал